# Torre del Comte de Fígols
La Torre del Comte de Fígols és una obra del municipi de Cercs (Berguedà) inclosa en l'Inventari del Patrimoni Arquitectònic de Catalunya.

## Descripció
Es tracta d'una construcció de planta rectangular coberta amb un sostre pla i terrat coronat amb merlets. L'edifici consta de planta baixa i dos pisos, i té dues portes d'accés que, igual que les finestres, avui són tapiades. La porta de la façana de llevant és de mig punt i dona a la torratxa que tanca l'escala d'accés i de servei. A la façana de migdia, originàriament envoltada de jardins privats, hi ha un porxo amb balustrada que permetia l'accés a la planta baixa i era utilitzat com entrada principal. Sobre aquest porxo hi ha dues balconades que coincideixen amb les plantes, a manera de glorieta. Les obertures, escampades pels quatre murs i a tots nivells són rematats amb senzills elements gotitzants. Els pisos són diferenciats amb un fris de merlets.

## Història
La torre del comte de Fígols fou construïda a començaments de segle xx per allotjar temporalment el propietari de l'explotació minera, José Enrique de Olano y Loyzaga, i la seva família, que hi passava curtes temporades. És un edifici clarament historicista que reprodueix l'esquema dels castells coronats amb merlets dels segles xiii i xiv, un llenguatge molt utilitzat en aquest tipus de construccions que han de dignificar i diferenciar els propietaris. La torre té força paral·lelismes amb altres torres de les colònies tèxtils de la comarca: cal Metre, Cal Bassacs, Viladomiu Vell, Viladomiu Nou (Gironella), cal Pons (Torre vella i Torre nova), cal Vidal (Puig-reig), per exemple.
La torre fou utilitzada durant força anys com a seu de les oficines de l'empresa Carbons de Berga S.A., però durant els setanta del segle xx es clausurà.